# Hesperandra humboldti
Hesperandra humboldti är en skalbaggsart som beskrevs av Santos-silva 2003. Hesperandra humboldti ingår i släktet Hesperandra och familjen långhorningar. Inga underarter finns listade i Catalogue of Life.